# Aleksandër Meksi
Aleksandër Gabriel Meksi (Tirana, 1939. március 8. –) albán műemlékvédelmi építészmérnök, restaurátor, politikus, Albánia 28. miniszterelnöke 1992-97 között.

## Építészként
Építészmérnöki diplomájának megszerzését követően Meksi az albán műemléki felügyelőségnél dolgozott, majd az Albán Régészeti Intézet restaurátora lett. Érdemei elsősorban az albániai keresztény templomok jelentős terepmunkával járó műemléki feltérképezésében illetve feltárásában, összeírásukban, és a témával kapcsolatos számos publikáció megjelentetésében vannak. Ugyanakkor feljegyzik róla, hogy az 1980-as években az albán templomokat kutató Buschhausen német művészettörténész-házaspár tanulmányát meglehetős ellenségességgel és lekezelően kritizálta.

## Politikusként
1990-ben társalapítója volt az Albán Demokrata Pártnak, majd az első választásokat követően a baloldali többségű  parlament (Kuvendi i Republikës së Shqipërisë) elnökhelyettese, majd 1992. április 13. és 1997. március 11. között Albánia miniszterelnöke volt. Március 1-jén bejelentett lemondásához közvetlenül az vezetett, hogy bedőlt az ún. albán piramisjáték, egy csalók szervezte, az egész albán társadalmat behálózó, MLM-rendszerű pénzbegyűjtő és újraelosztó szervezet, mely sok kisember teljes vagyonvesztésével járt. A botrány kirobbanását követően zavargások, majd a 2000 halálos áldozattal járó albán polgárháború tört ki, s a kormány kénytelen volt lemondani. 2009-ben még a Szabadság Pólusa (albánul: Poli i Lirisë) koalíciót képviselte, melynek hat párt is tagja volt, azonban érdemi eredményt a választáson nem értek el.